# چاتایگنیر (لوئیزیانا)
چاتایگنیر (به انگلیسی: Chataignier) شهری در ایالت لوئیزیانا کشور ایالات متحده آمریکا است که جمعیت آن در سرشماری سال ۲۰۱۰ میلادی، ۳۶۴ نفر بوده‌است.